# Voleibol nos Jogos Olímpicos de Verão de 1976 - Feminino
O torneio feminino de voleibol nos Jogos Olímpicos de Verão de 1976 foi realizado no Montreal Forum e no Paul Sauvé Arena, Montreal, entre 19 e 30 de julho e organizado pela Federação Internacional de Voleibol (FIVB) em conjunto com o Comitê Olímpico Internacional (COI).

## Medalhistas
O Japão foi campeão olímpico de voleibol, derrotando a União Soviética na final. A Coreia do Sul ganharam o bronze frente à Hungria.
|  | JPN Japão |  | URS União Soviética |  | KOR Coreia do Sul |
|  | Takako Iida Mariko Okamoto Echiko Maeda Noriko Matsuda Takako Shirai Kiyomi Kato Yuko Arakida Katsuko Kanesaka Mariko Yoshida Shoko Takayanagi Hiromi Yano Juri Yokoyama |  | Anna Rostova Lyudmila Shchetinina Liliya Osadchaya Inna Ryskal Nataliya Kushnir Olga Kozakova Nina Smoleyeva Lyubov Rudovskaya Larisa Bergen Lyudmila Chernyshova Zoya Yusova Nina Muradyan |  | Lee Sun-Bok Yu Jeong-Hye Byeon Gyeong-Ja Lee Sun-Ok Baek Myeong-Seon Jang Hye-Suk Ma Geum-Ja Yun Yeong-Nae Yu Gyeong-Hwa Park Mi-Geum Jeong Sun-Ok Jo Hye-Jeong |

## Qualificação
| Torneio de qualificação          | Data                               | Sede        | Vagas | Qualificados      |  |
| -------------------------------- | ---------------------------------- | ----------- | ----- | ----------------- |  |
| País-sede                        | 12 de maio de 1970                 | Amsterdã    | 1     | Canadá            |  |
| Jogos Olímpicos de 1972          | 27 de agosto–7 de setembro de 1972 | Munique     | 1     | União Soviética   |  |
| Campeonato Mundial de 1974       | 12–28 de outubro de 1974           | Guadalajara | 1     | Japão             |  |
| Campeonato Asiático de 1975      | 17–28 de agosto de 1975            | Melbourne   | 1     | Coreia do Sul     |  |
| Campeonato Europeu de 1975       | 18–25 de outubro de 1975           | Belgrado    | 1     | Hungria           |  |
| Campeonato da NORCECA de 1975    | 1975                               | Los Angeles | 1     | Cuba              |  |
| Campeonato Sul-americano de 1975 | 1975                               | Assunção    | 1     | Peru              |  |
| Torneio Especial                 | —                                  | Heidelberg  | 1     | Alemanha Oriental |  |
| Total                            |                                    |             | 8     |                   |  |

## Composição dos grupos
| Grupo A | Grupo B           |
| ------- | ----------------- |
| Canadá  | Cuba              |
| Hungria | Alemanha Oriental |
| Japão   | Coreia do Sul     |
| Peru    | União Soviética   |

## Fase de grupos
Na fase de grupos, as seleções jogaram entre si repartidas em dois grupos de quatro equipas cada. Os dois melhores apuraram-se para as semifinais.
- Placar de 3–0 ou 3–1: 3 pontos para o vencedor, nenhum para o perdedor;
- Placar de 3–2: 2 pontos para o vencedor, 1 para o perdedor.

### Grupo A
|  | Equipes classificadas para as semifinais |

|     |         |     | Jogos | Jogos | Jogos | Resultados | Resultados | Resultados | Resultados | Resultados | Resultados | Sets | Sets | Sets  | Pontos | Pontos | Pontos |
| Pos | Equipe  | Pts | T     | V     | D     | 3–0        | 3–1        | 3–2        | 2–3        | 1–3        | 0–3        | V    | P    | R     | V      | P      | R      |
| --- | ------- | --- | ----- | ----- | ----- | ---------- | ---------- | ---------- | ---------- | ---------- | ---------- | ---- | ---- | ----- | ------ | ------ | ------ |
| 1   | Japão   | 9   | 3     | 3     | 0     | 3          | 0          | 0          | 0          | 0          | 0          | 9    | 0    | MAX   | 135    | 43     | 3.140  |
| 2   | Hungria | 6   | 3     | 2     | 1     | 0          | 2          | 0          | 0          | 0          | 1          | 6    | 5    | 1.200 | 120    | 132    | 0.909  |
| 3   | Peru    | 2   | 3     | 1     | 2     | 0          | 0          | 1          | 0          | 1          | 1          | 4    | 8    | 0.500 | 124    | 154    | 0.805  |
| 4   | Canadá  | 1   | 3     | 0     | 3     | 0          | 0          | 0          | 1          | 1          | 1          | 3    | 9    | 0.333 | 113    | 163    | 0.693  |

Ordenamento da classificação: 1) Número de vitórias; 2) Pontos; 3) Razão de sets; 4) Razão de pontos; 5) Confronto direto.
- 19 de julho

|       |     |         |                             |  |
| Japão | 3-0 | Hungria | 15-6 15-3 15-4              |  |
| Peru  | 3-2 | Canadá  | 12-15 15-4 15-10 7-15 15-12 |  |

- 21 de julho

|         |     |        |                       |  |
| Japão   | 3-0 | Peru   | 15-7 15-4 15-9        |  |
| Hungria | 3-1 | Canadá | 15-13 15-10 9-15 15-9 |  |

- 23 de julho

|         |     |        |                      |  |
| Hungria | 3-1 | Peru   | 7-15 15-8 15-3 16-14 |  |
| Japão   | 3-0 | Canadá | 15-6 15-2 15-2       |  |

### Grupo B
|  | Equipes classificadas para as semifinais |

|     |                   |     | Jogos | Jogos | Jogos | Resultados | Resultados | Resultados | Resultados | Resultados | Resultados | Sets | Sets | Sets  | Pontos | Pontos | Pontos |
| Pos | Equipe            | Pts | T     | V     | D     | 3–0        | 3–1        | 3–2        | 2–3        | 1–3        | 0–3        | V    | P    | R     | V      | P      | R      |
| --- | ----------------- | --- | ----- | ----- | ----- | ---------- | ---------- | ---------- | ---------- | ---------- | ---------- | ---- | ---- | ----- | ------ | ------ | ------ |
| 1   | União Soviética   | 8   | 3     | 3     | 0     | 0          | 2          | 1          | 0          | 0          | 0          | 9    | 4    | 2.250 | 186    | 137    | 1.358  |
| 2   | Coreia do Sul     | 4   | 3     | 2     | 1     | 0          | 0          | 2          | 0          | 1          | 0          | 7    | 7    | 1,000 | 179    | 171    | 1.047  |
| 3   | Cuba              | 4   | 3     | 1     | 2     | 0          | 1          | 0          | 1          | 1          | 0          | 6    | 7    | 0.857 | 150    | 168    | 0.893  |
| 4   | Alemanha Oriental | 2   | 3     | 0     | 3     | 0          | 0          | 0          | 2          | 1          | 0          | 5    | 9    | 0.556 | 144    | 183    | 0.787  |

Ordenamento da classificação: 1) Número de vitórias; 2) Pontos; 3) Razão de sets; 4) Razão de pontos; 5) Confronto direto.
- 20 de julho

|                 |     |                   |                        |  |
| União Soviética | 3-1 | Coreia do Sul     | 16-14 12-15 15-2 16-14 |  |
| Cuba            | 3-1 | Alemanha Oriental | 7-15 15-5 15-5 15-13   |  |

- 22 de julho

|                 |     |                   |                            |  |
| União Soviética | 3-1 | Cuba              | 15-9 13-15 15-11 15-10     |  |
| Coreia do Sul   | 3-2 | Alemanha Oriental | 5-15 11-15 16-14 15-2 15-3 |  |

- 24 de julho

|                 |     |                   |                             |  |
| Coreia do Sul   | 3-2 | Cuba              | 14-16 15-4 15-8 13-15 15-10 |  |
| União Soviética | 3-2 | Alemanha Oriental | 15-11 13-15 11-15 15-5 15-1 |  |

## Fase final
Na fase final as seleções disputaram, no máximo, mais três jogos (para as equipas que discutiram as medalhas), em formato de eliminatória.
|  | Semifinal       | Semifinal       |   |               | Final               | Final |  |
|  |                 |                 |   |               |                     |       |  |
|  | 29 de julho     |                 |   |               |                     |       |  |
|  | Japão           | 3               |   |               |                     |       |  |
|  | Coreia do Sul   | 0               |   |               |                     |       |  |
|  |                 |                 |   |               |                     |       |  |
|  |                 |                 |   |               | 30 de julho         |       |  |
|  |                 |                 |   |               | Japão               | 3     |  |
|  |                 | União Soviética | 0 |               |                     |       |  |
|  |                 |                 |   |               |                     |       |  |
|  |                 |                 |   |               |                     |       |  |
|  |                 |                 |   |               | Disputa pelo bronze |       |  |
|  | 29 de julho     | 29 de julho     |   | 30 de julho   | 30 de julho         |       |  |
|  | Hungria         | 0               |   | Coreia do Sul | 3                   |       |  |
|  | União Soviética | 3               |   |               | Hungria             | 1     |  |

Semifinais
- 29 de julho — semifinais

|                 |     |               |                  |  |
| União Soviética | 3-0 | Hungria       | 15-10 15-10 15-9 |  |
| Japão           | 3-0 | Coreia do Sul | 15-13 15-6 15-5  |  |

- 26 de julho — disputa de 5º lugar

|                   |     |        |                            |  |
| Cuba              | 3-2 | Canadá | 13-15 15-7 14-16 15-9 15-3 |  |
| Alemanha Oriental | 3-2 | Peru   | 15-11 15-9 8-15 8-15 15-8  |  |

Finais
- 27 de julho — jogo de classificação 7-8

|      |     |        |                      |  |
| Peru | 3-1 | Canadá | 15-9 12-15 15-4 15-7 |  |

- 27 de julho — jogo de classificação 5-6

|      |     |                   |                  |  |
| Cuba | 3-0 | Alemanha Oriental | 15-12 15-12 15-8 |  |

- 30 de julho — jogo de classificação 3-4

|               |     |         |                        |  |
| Coreia do Sul | 3-1 | Hungria | 12-15 15-12 15-10 15-6 |  |

- 30 de julho — final

|       |     |                 |                |  |
| Japão | 3-0 | União Soviética | 15-7 15-8 15-2 |  |

## Classificação final
Esta foi a classificação final do torneio:
| Pos.              | Equipe            |
| ----------------- | ----------------- |
| Medalha de ouro   | Japão             |
| Medalha de prata  | União Soviética   |
| Medalha de bronze | Coreia do Sul     |
| 4                 | Hungria           |
| 5                 | Cuba              |
| 6                 | Alemanha Oriental |
| 7                 | Peru              |
| 8                 | Canadá            |